# Fortios
Fortios es una freguesia portuguesa del concelho de Portalegre, con 65,87 km² de superficie y 2.021 habitantes (2001). Su densidad de población es de 30,7 hab/km².

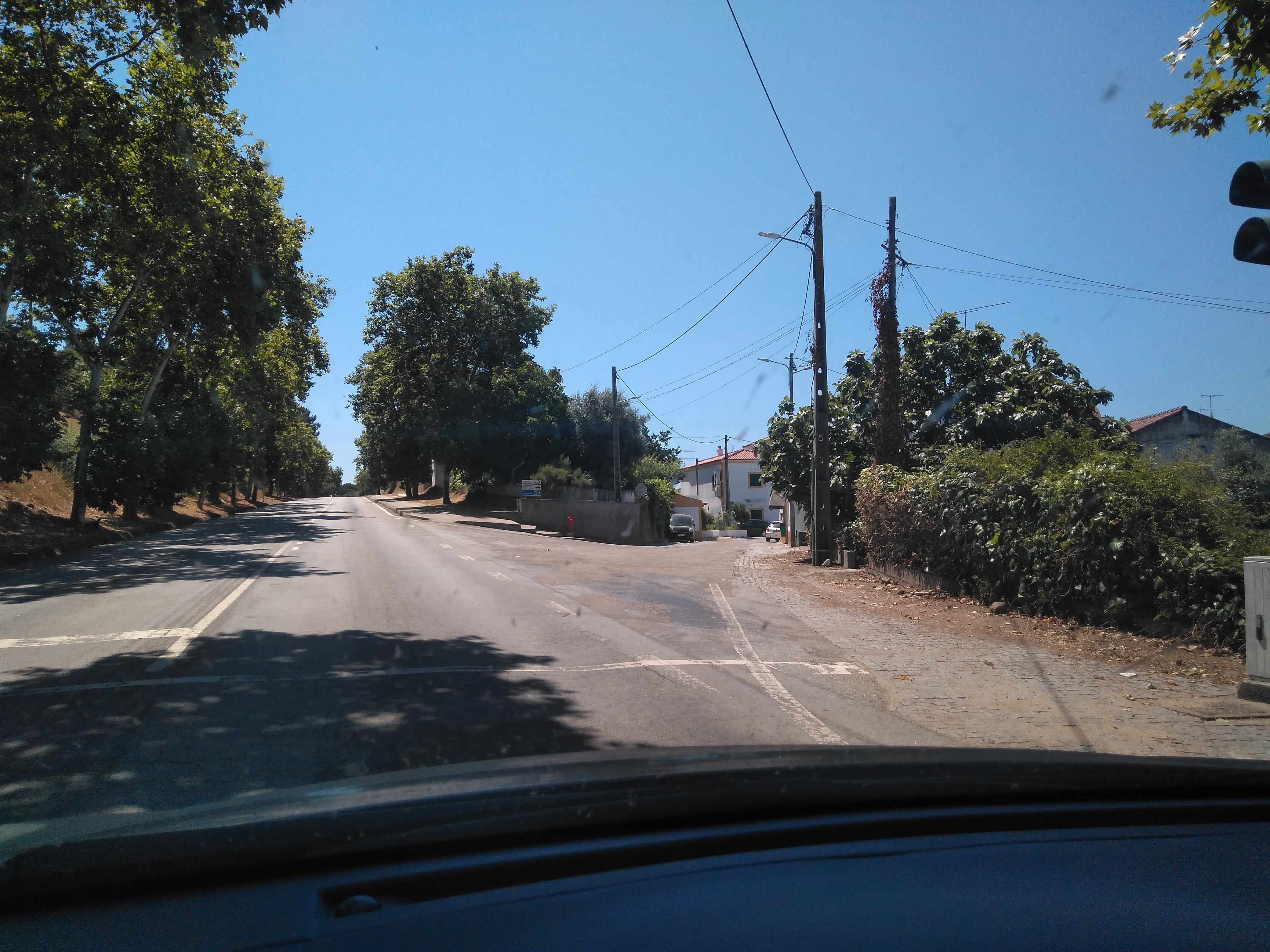
Travesía que cruza el pueblo